# Provinzialstände (Frankreich)
Die Provinzialstände (französisch États provinciaux) waren regionale Versammlungen, die Teilen des Adels eine Partizipation an der französischen Politik zur Zeit des Ancien Régime ermöglichten. États provincieux existierten nur in den pays d’états, d. h. lokal verwalteten Fiskal-/Finanzregionen, die im Gegensatz zu den von der Krone verwalteten pays d’élection standen. 
Die Deputierten waren hauptsächlich adlige Gutsbesitzer, die der seconde Noblesse angehörten, d. h. unterhalb des Hochadels der ducs et pairs und oberhalb der zum Teil verarmten, kleineren Landadligen hobereaux standen.
Die Tagung erfolgte periodisch unter der Leitung eines königlichen Kommissars, und zwar auch noch im 17. und 18. Jahrhundert, also der Hochphase des Absolutismus.
Das Aufgabenfeld umfasste Verwaltungsaufgaben wie die Steuerbewilligung und -aufbringung und die Aushebung von Truppen. Die Provinzialstände waren also weniger ein Widerpart der Krone, sondern nahmen eine Vermittlerposition zwischen königlicher Gewalt und örtlichen Eliten ein.
Probleme in der Zusammenarbeit zwischen Krone und Provinzialständen gab es vor allem, als Colbert und Richelieu versuchten, massive Steuererhebungen durchzusetzen, die auf Widerstand stießen und zur Inhaftierung von Ständevertretern führten.

## Fazit
Letztlich war die Krone auf eine Zusammenarbeit mit den Provinzialständen angewiesen, im Gegensatz zu den Generalständen, wo dies nicht der Fall war, und nutzte diese Möglichkeit auch gerne, da die Provinzialstände zum Teil effektiver als die königlichen Gouverneure arbeiteten, d. h. mehr Steuern, Truppen oder Anleihen aufbringen konnten, da sie besser vor Ort durch Patronage-Klientel-Beziehungen vernetzt waren.